# Go-Kómjó
Go-Kómjó (japonsky 後光明天皇, Go-Kómjó-tennó, 20. dubna 1633 – 30. října 1654) byl 110. císař Japonska v souladu s tradičním pořadím posloupnosti. Vládl v letech 1643 – 1654.
Císař Go- Kómjó, který panoval v 16. století, byl pojmenován po panovníku Kómjóovi ze 14. století, z období Nanbokučó. Výraz go- (後) se doslovně překládá jako „pozdější“. Go- Kómjó tedy může být označován jako „pozdější císař Kómjó“. Jelikož se japonské go v některých starších pramenech rovněž překládalo ve významu „ten druhý“, mohl by tento císař být také označován jako Kómjó druhý či Kómjó II.
Princ, jehož osobní jméno (imina) před nástupem na Chryzantémový trůn znělo Cuguhito (紹仁), byl čtvrtým synem císaře Go-Mizunóa. Jeho předchůdkyně císařovna Meišó byla jeho starší nevlastní sestra. 

## Události za Go-Kómjóova života
Princ Cuguhito se stal korunním princem v roce 1641, načež roku 1643 císařovna Meišó abdikovala, takže se stal japonským císařem a 14. listopadu téhož roku nastoupil na trůn. Jeho vláda spadá do období rozmachu Tokugawského šógunátu, kdy Japonsko z pozice šógunů ovládali Iemicu Tokugawa a po něm jeho nejstarší syn Iecuna Tokugawa.  
V roce 1649 zasáhlo Edo (dnešní Tokio) velké zemětřesení. Dva roky nato, roku 1651, byl Iecuna Tokugawa prohlášen šógunem.
V roce 1652 byl poprvé publikován Nihon ódai ichiran (日本王代一覧) neboli Přehled japonských vládců, pod patronací ministerského předsedy (tairó) Takadacu Sakaie. Na Západě kniha vyšla poprvé ve francouzském překladu nizozemského učence a diplomata Isaaka Titsingha jako Annales des empereurs du Japon v roce 1834. Byla to jedna z mála knih o Japonsku dostupných na Západě.
Roku 1653 zničil rozsáhlý požár velkou část císařského paláce v Kjótu a řadu blízkých chrámů. Krátce nato bylo za žhářství uvězněno několik dívek ve věku 12–14 let. Měly na svědomí i další požáry v Kjótu.
V roce 1654 dorazil do japonského města Nagasaki z Číny buddhistický mnich Ingen Rjúki společně s dalšími mnichy, aby zde založili zenbuddhistickou školu Óbaku. 
Císař Go-Kómjó zemřel 30. října 1654 v pouhých 21 letech. Byl pohřben v mauzoleu Cukinowa no misasagi v chrámu Sennjúdži v Kjótu, kde je uložen společně s císařovnami Meišó a Go-Sakuramači a dalšími 9 císaři (Go-Horikawou, Šidžóem, Go-Mizunóem, Go-Saiem, Reigenem, Higašijamou, Nakamikadem, Sakuramačim a Momozonem). Podle britského japanologa Richarda Ponsonbyho-Fanea, autora knihy The Imperial House of Japan (Japonská císařská dynastie), existuje možnost, že císař zemřel na pravé neštovice.

## Rodina
Císař Go-Kómjó měl pouze jednu manželku, s níž zplodil jedinou dceru. Žili spolu ve Vnitřním paláci Dairi (内裏) paláce Heian.